# Willibald A. Günthner
 Willibald A. Günthner (* 1952) ist ein deutscher Ingenieurwissenschaftler. Er war Universitätsprofessor für Fördertechnik, Materialfluss und Logistik an der TU München.

## Leben
Günthner studierte Maschinenbau und Arbeits- und Wirtschaftswissenschaften an der TU München. Nach der Promotion (1985) am dortigen Lehrstuhl für Förderwesen arbeitete er als Konstruktions- und Technischer Leiter für Förder- und Materialflusstechnik bei der Firma Max Kettner Abfüll- und Verpackungsanlagen GmbH. 1989 übernahm er die Professur für Förder- und Materialflusstechnik an der FH Regensburg. Von 1994 bis 2017 leitete er den Lehrstuhl für Fördertechnik, Materialfluss und Logistik (fml) an der TU München mit zuletzt mehr als 60 Mitarbeitern. Seine Nachfolge übernahm Johannes Fottner. 2018 bekam Günthner vom Verein Deutscher Ingenieure (VDI) das VDI-Ehrenzeichen verliehen.

## Wissenschaftliche Arbeit
Die Forschung am Lehrstuhl von Günthner fokussierte zahlreiche Schwerpunkte der Technischen Logistik, beispielsweise die Steuerung und Optimierung von Materialflussprozessen durch innovative Ident-Technologien (RFID), die Weiterentwicklung der Logistikplanung auf Basis digitaler Werkzeuge sowie die Rolle des Menschen in der Logistik. Besonderen Wert legte Günthner auf den Praxistransfer der wissenschaftlich erarbeiteten Ergebnisse, auch an kleine und mittlere Unternehmen (KMU). Dazu gründete er das Logistik-Innovationszentrum (liz) und das RFID-Anwenderzentrum München (RFID-AZM) an der TU München.

## Publikationen (Auswahl)
- hrsg. mit A. Bormann: Digitale Baustelle – innovativer Planen, effizienter Ausführen. Springer-Verlag, 2011, ISBN 978-3-642-16485-9
- hrsg. mit M. ten Hompel: Internet der Dinge. Springer-Verlag, 2009.
- Wandlungsfähigkeit – der Weg aus der Krise? Manufacturing Excellence Report. 2009; 5: 8–13
- mit Chisu R, Kuzmany F: Internet der Dinge – Steuern ohne Hierarchie. F+H Fördern und Heben. 2008 Sept: 494–497.
- mit N. Blomeyer: Dimensioning of vertical screw conveyors. Zeitschrift bulk solids handling. Vogel Transtech Publications. 2008; 01: 20–25.
- Neue Wege in der Automobillogistik – Die Vision der Supra-Adaptivität. Springer-Verlag, 2007.